# Những thiên thần áo trắng
Những thiên thần áo trắng là một bộ phim truyền hình được thực hiện bởi BHD do Lê Hoàng làm biên kịch, đạo diễn. Phim phát sóng vào lúc 21h10 thứ 2, 3, 4 hàng tuần bắt đầu từ ngày 2 tháng 3 năm 2010 và kết thúc vào ngày 1 tháng 6 năm 2010 trên kênh VTV3.

## Nội dung
Bộ phim nói về cô nàng 18 tuổi tên July Miu được bố đưa từ nước Anh về Việt Nam và cho vào học trong một trường cấp 3 dân lập tại Sài Gòn. Không hề nhút nhát và bị động, Miu đã sớm làm quen với các bạn trong lớp, do có trí thông minh và lanh lợi, cô nàng mạnh dạn xin cô giáo cho mình làm lớp trưởng trước sự ngỡ ngàng của nhiều người. Từ đó Miu đã dẫn đầu các bạn trong lớp học hành tiến bộ hơn, học như chơi và chơi như học, tình cờ tạo ra nhiều tình huống dở khóc dở cười. Miu chơi thân với 6 người bạn là Hùng, Nam, Bắc, Tuyết, Mai và Ngọc.

## Diễn viên
- Miu Lê vai July Miu
- Thanh Hải vai Hùng
- Đỗ Tùng Lâm vai Nam
- Nam Cường vai Bắc
- Nhã Phương vai Tuyết
- Mai Phương vai Mai
- Midu vai Ngọc
- Lan Phương vai Vằn
- NSƯT Mỹ Duyên vai Cô chủ nhiệm Thu
- Phi Thanh Vân vai Cô hiệu trưởng
- Dương Hoàng Anh vai Bố July Miu
- Trương Minh Cường vai Thầy vật lý
- NSƯT Thanh Hoàng vai Thầy tổ trưởng tổ vật lý

## Nhận xét
Báo VnExpress nói rằng: "Khác với các phim truyền hình có nhiều tập cùng một cốt truyện, Những thiên thần áo trắng chọn cách kể với mỗi tập là một câu chuyện, tất cả đều là các vấn đề của học trò và tất cả đều được giải quyết "không giống ai" nhưng lại thuyết phục. Nếu có gì đặc biệt ở phim này thì câu chuyện diễn ra gần như xuyên suốt trong lớp học, chiếm một thời lượng chủ yếu, bởi chính lớp học là môi trường quan trọng nhất của tuổi teen. Các nhân vật trong phim đều rất ngoan, rất có cá tính nhưng đều rất trong sáng, không hề có một nhân vật nào bị "bôi bẩn" để gây kịch tính. Mọi lỗi lầm đều chỉ là nhất thời…"